# (5618) Saitama
(5618) Saitama (1990 EA) – planetoida z pasa głównego asteroid okrążająca Słońce w ciągu 3,37 lat w średniej odległości 2,25 j.a. Odkryta 4 marca 1990 roku.